# GoPro
GoPro, Inc. (anteriormente Woodman Labs, Inc.) es una empresa que desarrolla, produce y vende cámaras personales de alta definición compactas, ligeras, resistentes y que pueden colocarse en vehículos. Hacen fotografías y graban vídeos en alta definición a través de un objetivo de gran angular. También se pueden configurar para funcionar automáticamente con mínima intervención, o para controlarlas de manera remota.

La empresa fue fundada en el año 2002 por Nick Woodman y tiene la sede a San Mateo (California). En junio de 2014 realizó su salida a bolsa y cotiza en el NASDAQ.

## Historia
Antes de la fundación de la empresa, Nick Woodman, su creador, era un joven entusiasta de los temas de mercadeo que tenía la idea de crear su propia empresa. Antes de que se le ocurriera la idea de las cámaras de deportes extremos, llevó a la bancarrota dos empresas: una página web con la que buscaba vender productos electrónicos a bajo coste (empowerall.com) y una plataforma de juegos y marketing que daba a sus usuarios la posibilidad de ganar varios premios (Funbug), que cayó en quiebra por la baja aceptación del público.
En 2002, durante unas vacaciones por las playas de Indonesia y Australia, Nick Woodman vio que no había ninguna cámara en el mercado que ofreciera la posibilidad de grabar y tomar fotografías mientras se practicaba surf y cualquier deporte extremo en general. Allí mismo fabricó un soporte primitivo para su muñeca donde se adhería una pequeña cámara reflex de la marca Kodak. Este invento fue el principio de lo que vendría después. Su idea original era crear un tipo de cámara que pudiera servir a los surfistas para enseñar sus proezas practicando este o cualquier otro deporte extremo.

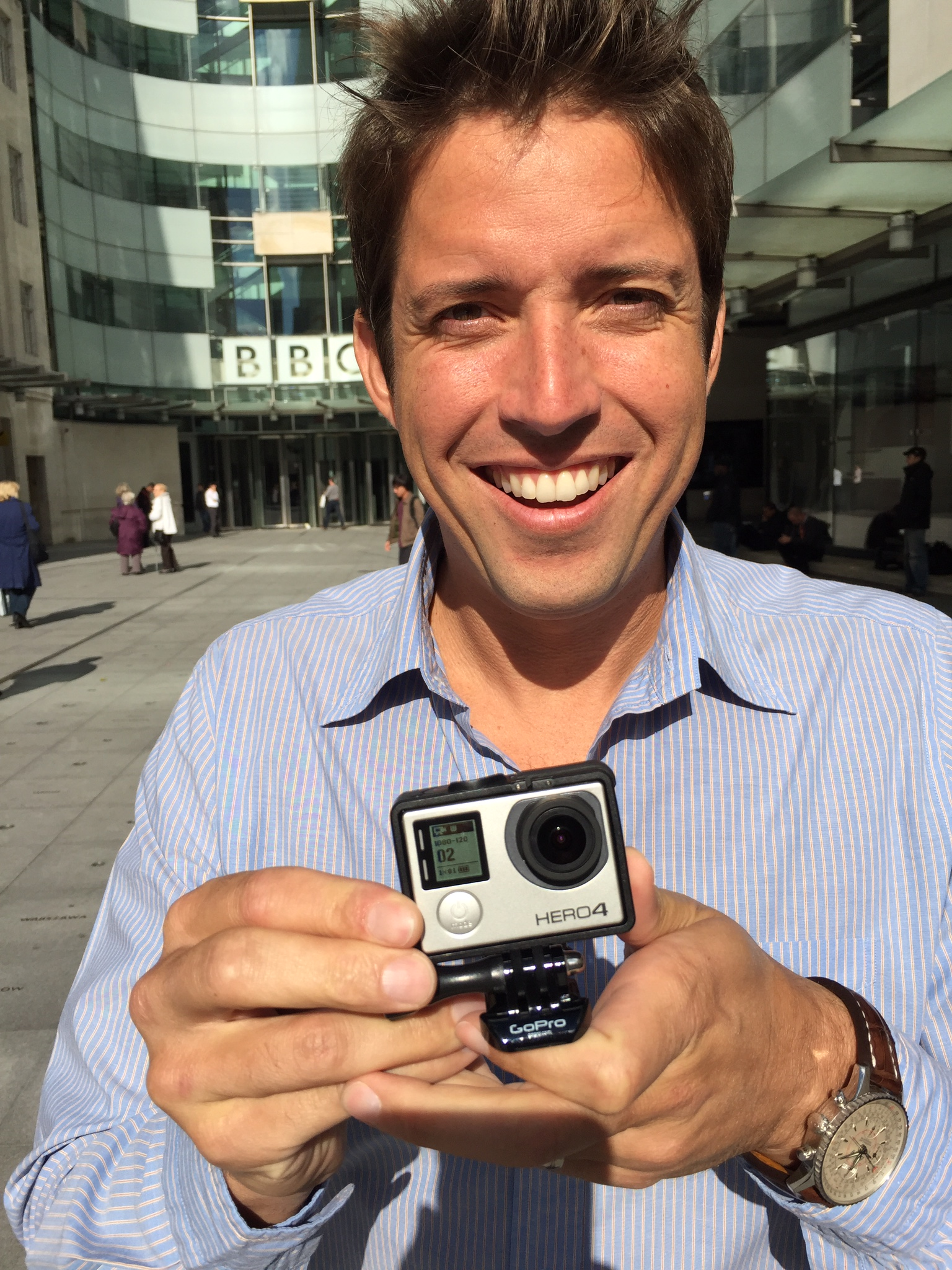
Nick Woodman

Con 27 años, Nick volvió a los Estados Unidos con esta idea pero sin dinero. Solo disponía de una furgoneta Volkswagen, que utilizó para preparar la documentación necesaria para registrar las patentes de sus cámaras, así como también para financiar su "start-up". Con la furgoneta se dedicó a recorrer la costa de California con su esposa vendiendo cinturones de perlas y conchas que había adquirido en Bali por menos de dos dólares y que revendía en los Estados Unidos por más de sesenta.

### Los primeros modelos
El año 2004, lanzó la primera versión comercial de GoPro. Este primer modelo todavía estaba basado en cámaras de 35 mm que se dedicaba a importar de China y que después modificaba, en un principio solo adaptándolas a las tablas de surf, y las vendía por treinta dólares. Estas cámaras utilizaban los viejos formatos análogos, es decir, carretes para fotografías.
En aquellos momentos, Nick Woodman se dedicaba a recorrer todas las ferias deportivas de su país con su Volkswagen. De este modo, consiguió que su primera remesa de GoPro estuviera presente en un evento deportivo celebrado en San Diego, en el año 2004. El año siguiente, en 2005, facturó 350.000 dólares con la distribución de sus cámaras en las tiendas de deporte especializadas.

### De la reconversión tecnológica a la actualidad

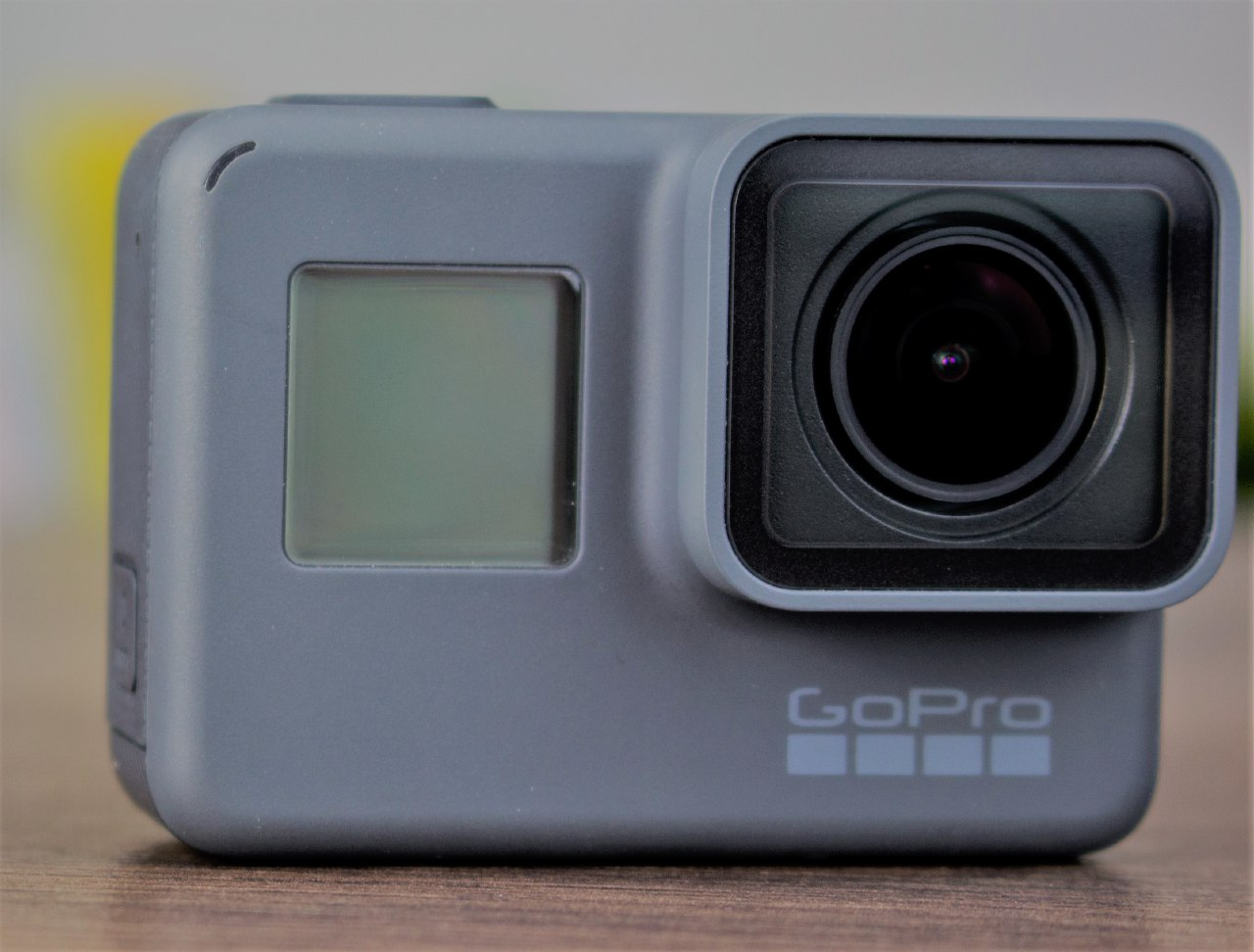
GoPro Hero5 Black

El año 2006 se llevó a cabo la primera reconversión tecnológica de la empresa: se empezaron a vender cámaras digitales. El principal problema de estas cámaras era que solo grababan vídeos de diez segundos y sin audio. El año 2007 estos problemas fueron solucionados y apareció la primera versión de la cámara que conocemos hoy en día. A partir de aquel momento, la compañía ha innovado en todos los sentidos posibles: modelo de negocio, alta tecnología y marketing, ya que se dedican a patrocinar deportistas y acontecimientos de alta competición.
El año 2008, GoPro incluyó lentes con visión panorámica y artículos para llevar la cámara a cualquier lugar. El año 2010 se crearon lentes para vídeos en alta definición, una de las cualidades más representativas de las cámaras GoPro. El 2012 GoPro lanzó al mercado la GoPro Hero 3, una cámara capaz de grabar en HD y 12 megapíxels. Este tipo de cámara ha ido evolucionando y actualmente ya está en el mercado la GoPro Hero 11.

### Salida a bolsa, éxito y declive
A finales de junio del año 2014, GoPro salió a bolsa. En su debut, las acciones de la empresa subieron más de un 30%. La compañía obtuvo 427,2 millones de dólares con la salida a la bolsa de 17,8 millones de títulos y tuvo una demanda veinte veces superior al volumen de la oferta.
El precio final de 24 dólares por acción se situó en la zona más alta del arco entre 21 y 24 unidades que había avanzado previamente la compañía. Nick Woodman consideró que el éxito de la empresa se debía a que sus clientes compartían sus experiencias y llegaban a subir 6000 vídeos en YouTube por día.
Después de este éxito fulgurante, en el que las acciones llegaron a rozar los 100 dólares (octubre de 2014), se inició su declive en bolsa. A finales de 2017 el valor de los títulos de GoPro cayó por debajo de los 8 dólares por acción. Esto se debió al fracaso comercial de las que eran sus dos últimas creaciones, lanzadas a finales del 2016: el dron Karma y la GoPro Hero 5. Tras un breve repunte de la cotización en el primer trimestre de 2021, en los que superó los 13 dólares, GoPro continuó su camino descendente, cotizando en diciembre de 2023 por debajo de los 4 dólares.

## Competencia
En el terreno de las cámaras de acción, GoPro sigue siendo un gran referente, pero le ha surgido una gran competencia con precios más accesibles. Sony tiene una completa variedad de alternativas que superan GoPro en muchos niveles, especialmente en cuanto al coste-prestaciones.
Por otro lado, Polaroid y HTC lanzaron al mercado opciones que, a pesar de tener menos prestaciones, se presentaron como una gran opción para todos aquellos usuarios principiantes que no querían pagar centenares de dólares por una cámara.
Para contrarrestar esta competencia, GoPro disminuyó su catálogo y los precios de sus modelos más básicos con el objetivo de facilitar al consumidor la elección de uno de sus productos.

## Productos
A lo largo de su historia, la compañía americana GoPro ha lanzado al mercado todo tipo de dispositivos y aparatos: cámaras, drones, estabilizadores y accesorios. A continuación, se enumeran algunos de estos dispositivos.

### Cámaras
- GoPro Hero: Es la más sencilla de la gama y la más fácil de utilizar. Permite obtener una media de 5 fotogramas por segundo y graba vídeos con calidad 1080p30 y 720p60 con audio integrado. Algunas de sus funcionalidades son las de obtener imágenes cada ciertos segundos, el modo ráfaga y el hecho de que es sumergible hasta 40 metros y que tiene un peso de 110 gramos.[9]
- GoPro Hero+: Incorpora WIFI y Bluetooth para poder disparar la cámara desde la aplicación de GoPro.
- GoPro Hero+ LCD: Integra una pantalla LCD desde la cual se puede controlar la presa y se puede ver el encuadre preciso.
- GoPro Hero 3: capaz de grabar en alta definición, 12 megapíxels y muchas cosas más.
- GoPro Hero 4 Session: Destaca por ser más ligera que el resto de modelos. Tiene una resolución de vídeo de 1440p30 y 1080p60 y una velocidad de fotograma de 720p100. Consta de 8MP, ráfagas de hasta 10 fotogramas por segundo, doble micrófono, batería integrada, WIFI y Bluetooth. Además, es sumergible sin carcasa adicional hasta 10 metros.
- GoPro Hero 4 Silver: Destaca por su pantalla táctil. Aparte de mejorar la calidad de vídeo y el sistema de audio, incorpora un modo de vídeo secuencial (para realizar vídeos timelapse) y los modos Night Photo y Night Lapse para fotografía nocturna.
- GoPro Hero 4 Black: Tiene una resolución de vídeos a 4K30 y 2,7K60 que combina cámara lenta de 1080p120 y 720p240 gracias a su procesador, que es el doble de potente.
- GoPro Hero 5: Resolución de vídeo 4K HD, control por voz y pantalla táctil fácil de utilizar.[10]
- GoPro Hero 5 Session:
- GoPro Hero 6: Con display frontal donde aparece el formato de grabación, el espacio disponible y la batería, y otro posterior de dos pulgadas y táctil. Es sumergible a 10 metros de profundidad. La gran novedad es que es capaz de realizar capturas en 4K a 240 fps e incorpora el formato RAW y HDR para obtener presas mejores y más fluidas. El sensor de la cámara tiene un mejor estabilizador de imagen y un sistema de transferencia desde la cámara al móvil vía WIFI tres veces más rápido.[11]
- GoPro Fusion: Es una cámara de forma cuadrada que tiene en ambas caras una lente de 18 megapíxels que captura imágenes en 360 grados. Además, es capaz de grabar vídeos desde todos los ángulos con una calidad de 5,2K a 30 cuadros por segundo o en 3K más fluido con 60 fps.
- GoPro Hero 7 White: Cámara de 10 MP, con una resolución de vídeos a 1080p a 60 fps. Integra control de voz, pantalla táctil, opción de cámara lenta x2 y sumergible hasta 10 metros.[12]
- GoPro Hero 7 Silver: Pareciendo a la Go Pro HERO 7 White, destaca por su resolución de vídeos a 4k a 30 fps. También tiene la opción de GPS e incorpora el formato WDR. Como la GoPro Hero 7 White integra control de voz, pantalla táctil, opción de cámara lenta x2 y es sumergible hasta 10 metros.
- GoPro Hero 7 Black: El mejor modelo de GoPro Hero 7, tiene 12 MP y una resolución de vídeos 4K60 1080p240. Incorpora pantalla táctil, control de voz, formato WDR, la opción GPS y sumergible hasta 10 metros. Podemos destacar la cámara lenta x8, el sistema de vídeo HyperSmooth (estabilización electrónica de imagen) y la opción de transmitir en directo.
- GoPro Hero 8 Black: Con fotos de 12 MP y una resolución de vídeos 4K60 1080p240. Incorpora pantalla táctil, control por voz, HDR, Superfoto, la opción GPS, soporte integrado y sumergible hasta 10 metros. Podemos destacar la cámara lenta x8, el sistema de vídeo HyperSmooth 2.0 y Boost (estabilización electrónica de imagen) y la opción de transmitir en directo. Debido a su soporte integrado, ya no es necesaria la carcasa Frame de los modelos Hero 5, 6 y 7 para adaptar otros accesorios como la empuñadura flotante o el palo de selfie.[13]
- GoPro MAX: Es una cámara 360° de forma cuadrada con un tamaño ligeramente inferior al de su predecesora GoPro Fusion que tiene lentes en ambas caras que captura imágenes en 360 grados con un total de 16,6 MP. Además, es capaz de grabar vídeos desde todos los ángulos con una calidad de 5,6K a 30 cuadros por segundo. También permite hacer fotos usando una sola lente. A diferencia del modelo anterior que era sumergible hasta 10 metros, la GoPro MAX solo lo es hasta los 5 metros; sin embargo, ahora solo se necesita una tarjeta microSD en vez de dos porque el ensamblado de los vídeos grabados por cada una de las lentes lo realiza la propia cámara. En el momento de su lanzamiento, el ensamblado de imágenes bajo el agua no estaba optimizado, notándose claramente las líneas de unión y se obtenían imágenes desenfocadas.[14]

### Drones
- Dron Karma: Es un dron compacto que puede grabar con una resolución 4K y que se lanzó al mismo tiempo que la cámara GoPro HERO 5.[15]

### Accessorios
Hay una gran variedad de accesorios en el mercado para los dispositivos GoPro. Algunos de estos son los siguientes:
- Arneses para el pecho y para perros
- Smart Remote (disparador remoto)
- Correa para la cabeza
- Clip de sujeción
- Empuñadura flotante o palo de selfie
- Ventosas
- Carcasas para buceo a gran profundidad (hasta 60 metros)
- Apoyo para barra, ya sea por el manillar o por la silla de la bicicleta
- Placa frontal de casco
- Apoyos para trípode
- Apoyos por la mano, la muñeca, el brazo o el pie
- Apoyo para la tabla de surf
- Filtros de buceo
- Flash
- Baterías y cargadores

## Usos
En la actualidad hay miles de deportistas que utilizan cámaras GoPro para grabar sus entrenamientos y sus competiciones. Aun así, no solo usan estas cámaras los deportistas profesionales, sino que también hay aficionados al deporte que colocan una GoPro en manillares de bicicleta, tablas de surf o cascos de deportes extremos de toda clase. Es por eso que GoPro está equipada con una carcasa protectora que es impermeable, para evitar que el contacto con la humedad (propio en este tipo de deportes) sea un problema. De hecho, Felix Baumgartner, el hombre que batió el récord de caída libre al lanzarse desde la estratosfera, también llevaba puestas cinco cámaras GoPro.
Gracias a estos dispositivos, actualmente la fotografía subacuática ya no es sólo exclusiva para aquellos profesionales que se dedican a hacer este tipo de imágenes con una cámara subacuática que tiene un coste muy elevado, sino que es más accesible debido al precio y la simplicidad de uso que tiene el dispositivo.
La NFL, la principal competición de fútbol americano de Estados Unidos, instaló dispositivos GoPro en todos los estadios para grabar las repeticiones de los "touchdown". El ejército de Estados Unidos también ha incorporado estas cámaras en sus maniobras.
En el mundo cultural, las cámaras GoPro también han sido de gran utilidad. El cineasta Michael Bay incorporó esta tecnología para grabar complejas secuencias de acción. Por otro lado, Leviathan, un documental británico del 2012 sobre pesca, fue rodado íntegramente con cámaras GoPro. Incluso el célebre grupo de música The Rolling Stones ha llegado a colocar en el escenario cámaras GoPro durante sus conciertos.
Las cámaras también se pueden emparejar con la aplicación móvil de GoPro.